# Blanzac-lès-Matha
Blanzac-lès-Matha ist eine französische Gemeinde mit 330 Einwohnern (Stand: 1. Januar 2022) im Département Charente-Maritime in der Region Nouvelle-Aquitaine (vor 2016: Poitou-Charentes); sie gehört zum Arrondissement Saint-Jean-d’Angély und zum Kanton Matha. Die Einwohner werden Blanzacais und Blanzacaises genannt.

## Geographie
Blanzac-lès-Matha liegt etwa 82 Kilometer ostsüdöstlich von La Rochelle in der Saintonge. An der westlichen Gemeindegrenze verläuft das Flüsschen Saudrenne. Umgeben wird Blanzac-lès-Matha von den Nachbargemeinden La Brousse im Norden und Nordwesten, Bagnizeau im Nordosten, Matha im Osten, Courcerac im Süden, Aujac im Südwesten sowie Aumagne im Westen.

## Bevölkerungsentwicklung
| Jahr                       | 1962 | 1968 | 1975 | 1982 | 1990 | 1999 | 2006 | 2017 | 2019 |
| Einwohner                  | 277  | 263  | 281  | 268  | 308  | 296  | 322  | 328  | 321  |
| Quellen: Cassini und INSEE |      |      |      |      |      |      |      |      |      |

## Sehenswürdigkeiten
- Kirche Saint-Pierre et Saint-Paul, erbaut im 12. Jahrhundert

Siehe auch: Liste der Monuments historiques in Blanzac-lès-Matha

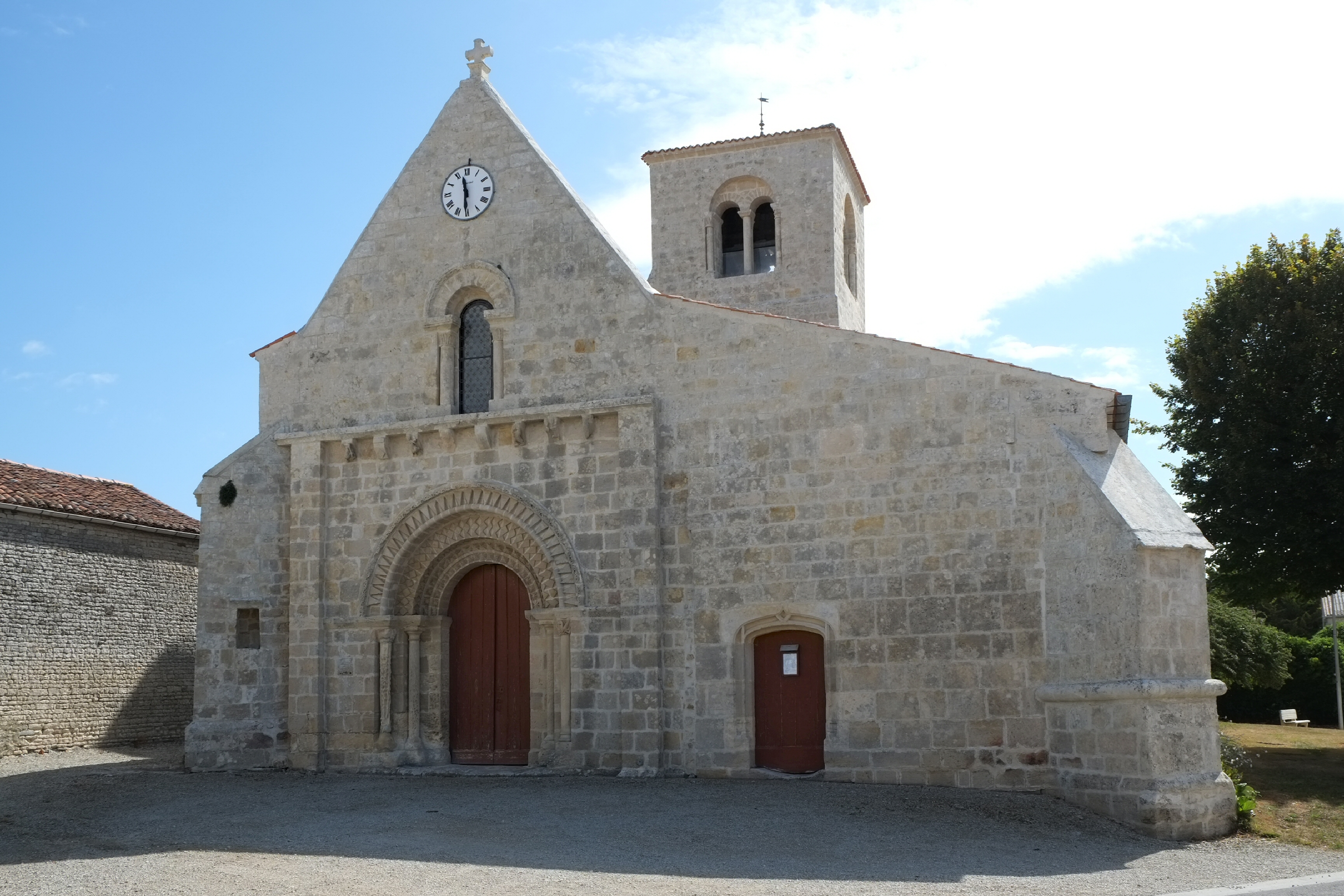
Kirche Saint-Pierre et Saint-Paul